# Metropolia Agra
Metropolia Agra – jedna z 24 metropolii kościoła rzymskokatolickiego w Indiach. Została erygowana 1 września 1886.

## Diecezje
- Archidiecezja Agra
  - Diecezja Ajmer
  - Diecezja Allahabad
  - Diecezja Bareilly
  - Diecezja Jaipur
  - Diecezja Jhansi
  - Diecezja Lucknow
  - Diecezja Meerut
  - Diecezja Udaipur
  - Diecezja Varanasi
  - Eparchia Bijnor (syromalabarska)
  - Eparchia Gorakhpur (syromalabarska)

## Metropolici
- Michelangelo Jacobi (1886-1891)
- Emmanuel Alfonso van den Bosch (1892-1897)
- Charles Joseph Gentili (1898-1917)
- Angelo Raffaele Bernacchioni (1917-1937)
- Evangelista Latino Enrico Vanni (1937-1956)
- Dominic Romuald Basil Athaide (1956-1982)
- Cecil DeSa (1983-1998)
- Vincent Conçessao (1998-2000)
- Oswald Gracias (2000-2006)
- Albert D’Souza (2007-2020)
- Raphy Manjaly (od 2021)